# Indigofera ingrata
Indigofera ingrata är en ärtväxtart som beskrevs av Nicholas Edward Brown. Indigofera ingrata ingår i släktet indigosläktet, och familjen ärtväxter. Inga underarter finns listade i Catalogue of Life.